# Siegmund Fischl
Siegmund Fischl (* 27. Dezember 1847 in Miskowitz, Böhmen; † 2. Mai 1905 in Prag) war ein österreichischer Industrieller und Gutsbesitzer.

## Leben
Der böhmische Großindustrielle und Kärntner Guts- und Fabrikbesitzer Siegmund Fischl war einer der bedeutendsten Spiritus- und Hefeproduzenten der Monarchie, der in einem einzigen Wirtschaftsjahr über drei Millionen Gulden an Monopolsteuern abführte. Ab 1891 hatte das Unternehmen auch einen Fabrikstandort in Kärnten. Fischl hatte die von Franz Punschart in Limmersach gegründete, aber zu dieser Zeit stillgelegte Spiritus- und Hefefabrik käuflich erworben und im Oktober 1892 wieder in Betrieb genommen, um von Kärnten aus dem Süden des Reiches mit Spiritus und Hefe zu versorgen. In den Jahren vor der Jahrhundertwende 1899/1900 wurden die Anlagen modernisiert und erweitert. 1895 erhielt Limmersach ein Branntwein-Freilager, 1897 eine neue landwirtschaftliche Spiritusbrennerei und 1898 zusätzlich eine Malzfabrik.
Limmersach lag zwischen Ebenthal und Klagenfurt an der großen Lindenallee mit eigenen Reitwegen beidseits des Fahrweges. Den Blickfang des Besitzes bildete das mehrgeschossige stattliche Herrenhaus. 1901 wurden die Geschäftsverbindungen mit dem Balkan angeknüpft und dann in Bosnien eine weitere Fabrik errichtet. Im Limmersacher Werk entwickelten die Techniker ein spezielles Verfahren zur Herstellung von Presshefe, auf das Fischl ein Patent erhielt. Limmersach war durch ein Industriegleis mit dem Klagenfurter Hauptbahnhof verbunden. 1901 regte der Klagenfurter Maschinenfabrikant Ludwig Moschner die Gründung einer Kärnten-Sektion des seit 1897 bestehenden Bundes österreichischer Industrieller an, und im Spätwinter 1902 richtete er mit Siegmund Fischl, Paul Hatheyer, Philipp Knoch, Otto Lemisch und Otto Madile einen Aufruf an die Kärntner Industriellen, dem Bund beizutreten und so die Sektionsgründung zu ermöglichen. Im Juli 1902 wurde diese vollzogen, der leitende Direktor von Limmersach, Emil Popper, wurde einer der beiden Obmann-Stellvertreter. Zum Fischl-Besitz in Kärnten gehörten neben den Fabrikanlagen auch landwirtschaftliche Betriebe und Gutsbesitz. 1904 erwarb Fischl das landgräfliche Gut Portendorf bei Klagenfurt, dessen Schloss kurz zuvor wegen Baufälligkeit gesprengt worden war. Fischl lebte nur für seine industriellen Interessen, für öffentliche Funktionen und Ämter war er nicht zu haben. Angenommen hatte er lediglich die Ehrenstellen eines Zensors der Österreichisch-ungarischen Bank und der Böhmischen Sparkasse. Seine Frau hatte ihm zwei Söhne geboren: Josef und Ernst. Siegmund Fischl leitete die Unternehmen durch dreieinhalb Jahrzehnte. Der Großindustrielle und Gutsbesitzer erlag im Alter von 57 Jahren in Prag im Frühjahr 1905 einem Herzschlag. Sein Sohn Josef übernahm das von ihm geschaffene Werk und führte es weiter. 1912 beschäftigte Limmersach 20 Beamte und 150 Arbeiter. Die Limmersacher Fabrik ging später in den Besitz des Industriellen Mautner-Markhof über, Portendorf wurde 1953 verkauft.